# Jeziorzany (województwo mazowieckie)
Jeziorzany – wieś sołecka w Polsce położona w województwie mazowieckim, w powiecie piaseczyńskim, w gminie Tarczyn. 
Miejscowość przecina linia kolejowa nr 12 Łuków-Skierniewice wraz ze stacją (nieczynna) oraz DK7. W Jeziorzanach znajdują się bardzo liczne stawy rybne zasilane przez strugę Tarczynkę. Władze gminy Tarczyn chcą przekształcić stawy w duży 20-hektarowy zalew.
Wieś szlachecka Jezierzany położona była w drugiej połowie XVI wieku w powiecie tarczyńskim ziemi warszawskiej województwa mazowieckiego. W latach 1975–1998 miejscowość administracyjnie należała do województwa warszawskiego.